# Brescia Calcio 2020-2021
Questa voce raccoglie le informazioni riguardanti il Brescia Calcio nelle competizioni ufficiali della stagione 2020-2021.

## Stagione
Il Brescia, neoretrocesso dalla Serie A, disputa la 62ª stagione della propria storia in Serie B. L'allenatore con cui il Brescia inizia la stagione è Luigi Delneri. Dopo la seconda giornata di campionato, Delneri viene esonerato dopo un pareggio e una sconfitta per 3-0 e al suo posto viene richiamato Diego López, che aveva allenato la squadra nel finale della scorsa stagione. In Coppa Italia la squadra passa il turno vincendo 3-0 a tavolino la partita valida per il secondo turno contro il Trapani, a causa dell'assenza del club siciliano dovuta a gravi problemi societari, passando poi al quarto turno dopo aver battuto il Perugia per 3-0. Tuttavia, al quarto turno, la squadra rinuncia alla trasferta contro l'Empoli a causa della positività al COVID-19 di alcuni giocatori, perdendo la partita 3-0 a tavolino ed uscendo quindi dalla Coppa Italia. In campionato, nonostante l'ottimo esordio-bis dell'Uruguagio, una vittoria per 3-0 sul Lecce, la squadra fatica. Dopo il pari raggiunto al 95' con il Venezia secondo arrivano due sconfitte consecutive: dopo la 10ª giornata di campionato, anche Diego López viene sollevato dall'incarico, venendo sostituito provvisoriamente da Daniele Gastaldello, già collaboratore tecnico della squadra, che allena le Rondinelle proprio nel derby pareggiato per 2-2 con la Cremonese. Nella giornata di giovedì 10 dicembre, viene ufficializzato l'ingaggio di Davide Dionigi come nuovo allenatore. Il nuovo mister esordisce con un successo per 3-1 sulla Salernitana prima in classifica e nel mese di Dicembre totalizza 11 punti in 6 partite che portano la squadra al nono posto, a 3 punti dalla zona Play off. Il Brescia conclude il girone d'andata al 13º posto in classifica con 21 punti, frutto di 5 vittorie, 6 pareggi ed 8 sconfitte. Nel mese di Gennaio 2021, la squadra subisce 4 sconfitte consecutive; nello stesso mese, partono i big Sabelli (Empoli), Dessena (Pescara) e Torregrossa (Sampdoria), la società interviene sul mercato ingaggiando i terzini Pajac e Karacic, il trequartista Ninkovic e la punta Pandolfi, tuttavia questi ultimi due non giocheranno mai con il Brescia. Nella serata del 3 febbraio, Dionigi viene esonerato, venendo sostituito dallo spagnolo Josep Clotet Ruiz due giorni dopo. La squadra ricomincia a fare punti, l'esordio è un rocambolesco 3-3 subito in rimonta dal Cittadella, seguito da un ottimo pareggio con il Lecce, raggiunto al 92', e dalla vittoria ai danni del Chievo. La punta Aye proprio in questo periodo trova un ottimo momento di forma tanto che segnerà per 7 partite consecutive, segnando 8 reti tra la 21ª e la 27ª giornata. Il Brescia torna così a fare punti, centrando, per due volte, quattro vittorie consecutive tra la 26ª e la 29ª giornata e tra la 35ª e la 38ª giornata, risalendo così la classifica. La zona Play off viene raggiunta alla 36ª giornata, a seguito del successo per 3-0 sul Vicenza. Al termine del campionato, il Brescia si posiziona al settimo posto con 56 punti, frutto di 15 vittorie, 11 pareggi e 12 sconfitte, guadagnando l'accesso ai play off, dove viene eliminato nel turno preliminare dal Cittadella. Il miglior marcatore della squadra è stato Florian Ayé con 17 reti, 16 delle quali realizzate in campionato ed una realizzata in Coppa Italia.

## Divise e sponsor
Lo sponsor tecnico per la stagione 2020-2021 è Kappa, mentre gli sponsor ufficiali sono UBI Banca (main sponsor) e OMR (second sponsor). Lo sponsor ufficiale UBI Banca verrà tuttavia utilizzato fino al 10 aprile 2021, comparendo sulle maglie fino alla 33ª giornata di campionato, a seguito della fusione per incorporazione in Intesa Sanpaolo.
| Casa | Trasferta | Terza divisa |

## Organigramma societario
Area direttiva
- Presidente: Massimo Cellino
- Consiglieri: Edoardo Cellino, Giampiero Rampinelli Rota, Aldo Ghirardi, Nicolò Pio Barattieri Di San Pietro, Daniel Arty
- Direttore generale: Luigi Micheli
- Responsabile affari generali: Andrea Mastropasqua
- Direttore sportivo: Stefano Cordone

Area tecnica
- Responsabile area tecnica e mercato: Giorgio Perinetti
- Allenatore: Luigi Delneri (1ª-2ª)
Diego López (3ª-10ª)
Daniele Gastaldello (recupero 5ª e 21ª)
Davide Dionigi (11ª-20ª)
Josep Clotet Ruiz (22ª-38ª e play off)
- Allenatore in seconda: Stefano Lucchini (1ª-2ª)
Michele Fini (3ª-10ª)
Lorenzo Sibilano (11ª-20ª)
- Collaboratore tecnico: Daniele Gastaldello
- Preparatore dei portieri: Alessandro Vitrani
- Preparatori atletici: Marco Barbieri, Francesco Bertini (1ª-10ª), Paolo Artico (11ª-38ª)
- Match analyst: Hiroshi Komatsuzaki (11ª-38ª)

Area sanitaria
- Responsabile: Maurizio De Gasperi
- Fisioterapisti: Michele Buffoli, Mario Alex Maggi, Riccardo Raccagni

## Rosa
| N. |                        | Ruolo | Calciatore              |
| -- | ---------------------- | ----- | ----------------------- |
| 1  | Finlandia (bandiera)   | P     | Jesse Joronen           |
| 2  | Australia (bandiera)   | D     | Fran Karačić            |
| 3  | Rep. Ceca (bandiera)   | D     | Aleš Matějů             |
| 4  | Venezuela (bandiera)   | D     | Jhon Chancellor         |
| 5  | Paesi Bassi (bandiera) | C     | Tom van de Looi         |
| 6  | Albania (bandiera)     | C     | Emanuele Ndoj           |
| 7  | Slovacchia (bandiera)  | C     | Nikolas Špalek          |
| 9  | Italia (bandiera)      | A     | Alfredo Donnarumma      |
| 12 | Slovenia (bandiera)    | P     | Matic Kotnik            |
| 14 | Italia (bandiera)      | D     | Massimiliano Mangraviti |
| 15 | Italia (bandiera)      | D     | Andrea Cistana          |
| 16 | Italia (bandiera)      | C     | Andrea Ghezzi           |
| 18 | Finlandia (bandiera)   | C     | Simon Skrabb            |
| 19 | Italia (bandiera)      | D     | Alessandro Semprini     |
| 20 | Francia (bandiera)     | A     | Florian Ayé             |
| 21 | Polonia (bandiera)     | C     | Jakub Łabojko           |
| 23 | Italia (bandiera)      | A     | Antonino Ragusa         |
| 24 | Polonia (bandiera)     | C     | Filip Jagiełło          |

| N. |                      | Ruolo | Calciatore                |
| -- | -------------------- | ----- | ------------------------- |
| 25 | Italia (bandiera)    | C     | Dimitri Bisoli (capitano) |
| 26 | Italia (bandiera)    | D     | Bruno Martella            |
| 28 | Italia (bandiera)    | D     | Nicolò Verzeni            |
| 29 | Croazia (bandiera)   | C     | Marko Pajač               |
| 30 | Islanda (bandiera)   | A     | Hólmbert Aron Friðjónsson |
| 31 | Islanda (bandiera)   | C     | Birkir Bjarnason          |
| 32 | Italia (bandiera)    | D     | Andrea Papetti            |
| 33 | Italia (bandiera)    | P     | Lorenzo Andrenacci        |
|    | Italia (bandiera)    | A     | Luca Pandolfi             |
|    | Serbia (bandiera)    | A     | Nikola Ninković           |
| 2  | Italia (bandiera)    | D     | Stefano Sabelli           |
| 8  | Rep. Ceca (bandiera) | C     | Jaromír Zmrhal            |
| 11 | Italia (bandiera)    | A     | Ernesto Torregrossa       |
| 22 | Italia (bandiera)    | P     | Stefano Filigheddu        |
| 23 | Italia (bandiera)    | A     | Leonardo Morosini         |
| 24 | Italia (bandiera)    | C     | Mattia Viviani            |
| 27 | Italia (bandiera)    | C     | Daniele Dessena           |

## Calciomercato

### Sessione estiva(dall'1/9 al 5/10)
| Acquisti | Acquisti                  | Acquisti        | Acquisti      |
| R.       | Nome                      | da              | Modalità      |
| -------- | ------------------------- | --------------- | ------------- |
| P        | Matic Kotnik              | Paniōnios       | definitivo    |
| C        | Jakub Łabojko             | Śląsk Breslavia | definitivo    |
| C        | Tom van de Looi           | Groningen       | definitivo    |
| C        | Filip Jagiełło            | Genoa           | prestito      |
| A        | Matteo Cortesi            | Giana Erminio   | fine prestito |
| A        | Leonardo Morosini         | Ascoli          | fine prestito |
| A        | Kevin Parzajuk            | Olimpia         | prestito      |
| A        | Antonino Ragusa           | Verona          | prestito      |
| A        | Hólmbert Aron Friðjónsson | Aalesund        | definitivo    |

| Cessioni | Cessioni            | Cessioni       | Cessioni                |
| R.       | Nome                | a              | Modalità                |
| -------- | ------------------- | -------------- | ----------------------- |
| P        | Enrico Alfonso      | -              | risoluzione consensuale |
| D        | Daniele Gastaldello | -              | fine carriera           |
| C        | Sandro Tonali       | Milan          | prestito                |
| C        | Mattia Viviani      | Chievo         | definitivo              |
| A        | Mario Balotelli     | -              | svincolato              |
| A        | Leonardo Morosini   | Virtus Entella | definitivo              |
| A        | Matteo Cortesi      | Mantova        | prestito                |

### Sessione invernale(dal 4/1 all'1/2)
| Acquisti | Acquisti        | Acquisti            | Acquisti   |
| R.       | Nome            | da                  | Modalità   |
| -------- | --------------- | ------------------- | ---------- |
| D        | Fran Karačić    | Lokomotiva Zagabria | definitivo |
| C        | Marko Pajač     | Cagliari            | definitivo |
| A        | Nikola Ninković | svincolato          | definitivo |
| A        | Luca Pandolfi   | Turris              | prestito   |

| Cessioni | Cessioni            | Cessioni       | Cessioni   |
| R.       | Nome                | a              | Modalità   |
| -------- | ------------------- | -------------- | ---------- |
| P        | Stefano Filigheddu  | Franciacorta   | prestito   |
| D        | Stefano Sabelli     | Empoli         | definitivo |
| C        | Daniele Dessena     | Pescara        | definitivo |
| C        | Jaromír Zmrhal      | Mladá Boleslav | prestito   |
| A        | Ernesto Torregrossa | Sampdoria      | prestito   |

### Trasferimenti successivi alla sessione invernale
| Cessioni | Cessioni        | Cessioni | Cessioni   |
| R.       | Nome            | a        | Modalità   |
| -------- | --------------- | -------- | ---------- |
| A        | Nikola Ninković | -        | svincolato |

## Risultati

### Serie B

#### Girone di andata
| Arbitro: | Abbattista (Molfetta) |

|                |           |           |
| Donnarumma 32’ | Marcatori | 1’ Cavion |

| Arbitro: | Marchetti (Ostia Lido) |

|                                        |           |  |
| D'Urso 58’ Tsadjout 74’ Gargiulo 90+6’ | Marcatori |  |

| Arbitro: | Di Martino (Teramo) |

|                      |           |  |
| Ndoj 9’, 67’ Ayé 90’ | Marcatori |  |

| Arbitro: | Marini (Roma) |

|               |           |  |
| Garritano 35’ | Marcatori |  |

| Arbitro: | Fabbri (Ravenna) |

|                      |           |                             |
| Pinato 13’ Celar 59’ | Marcatori | 43’ Torregrossa 61’ Dessena |

| Arbitro: | Marinelli (Tivoli) |

|                        |           |                                  |
| Mangraviti 61’ Ayé 86’ | Marcatori | 75’ De Luca 90+3’ (rig.) Mancosu |

| Arbitro: | Volpi (Arezzo) |

|              |           |                            |
| Bahlouli 72’ | Marcatori | 45+1’ Dessena 61’ Jagiełło |

| Arbitro: | Illuzzi (Molfetta) |

|                          |           |                |
| Bisoli 13’ Papetti 90+5’ | Marcatori | 33’, 55’ Forte |

| Arbitro: | Giua (Olbia) |

|                 |           |                           |
| Torregrossa 33’ | Marcatori | 27’ Zampano 84’ Parzyszek |

| Arbitro: | Fourneau (Roma) |

|                        |           |            |
| Crisetig 51’ Denis 55’ | Marcatori | 58’ Ragusa |

| Arbitro: | Aureliano (Bologna) |

|                                         |           |                   |
| van de Looi 3’ Špalek 21’ Bjarnason 76’ | Marcatori | 43’ (rig.) Tutino |

| Arbitro: | Gariglio (Pinerolo) |

|         |           |            |
| Diaw 5’ | Marcatori | 53’ Špalek |

| Arbitro: | Camplone (Pescara) |

|                                          |           |              |
| Torregrossa 8’ Jagiełło 45+2’ Ragusa 81’ | Marcatori | 32’ Radrezza |

| Arbitro: | Prontera (Bologna) |

|               |           |                        |
| Bocchetti 61’ | Marcatori | 43’ (rig.) Torregrossa |

| Arbitro: | Ros (Pordenone) |

|                        |           |                                    |
| Torregrossa 44’ (rig.) | Marcatori | 12’ Haas 40’ La Mantia 80’ Mancuso |

| Arbitro: | Dionisi (L'Aquila) |

|                |           |                                                  |
| Valoti 7’, 57’ | Marcatori | 56’ Jagiełło 70’ (rig.) Donnarumma 87’ Bjarnason |

| Arbitro: | Illuzzi (Molfetta) |

|  |           |                                  |
|  | Marcatori | 35’, 57’ Da Riva 45’ Cappelletti |

| Arbitro: | Amabile (Vicenza) |

|          |           |  |
| Lisi 21’ | Marcatori |  |

| Arbitro: | Massimi (Termoli) |

|  |           |              |
|  | Marcatori | 55’ Frattesi |

#### Girone di ritorno
| Arbitro: | Camplone (Pescara) |

|                        |           |              |
| Eramo 63’ Brosco 90+3’ | Marcatori | 18’ Jagiełło |

| Arbitro: | Dionisi (L'Aquila) |

|                            |           |                                    |
| Ayé 7’, 44’ Donnarumma 28’ | Marcatori | 62’ Gargiulo 79’ Frare 84’ Baldini |

| Arbitro: | Calvarese (Teramo) |

|                                  |           |                      |
| P. Rodríguez 46’ Björkengren 58’ | Marcatori | 75’ Bisoli 90+3’ Ayé |

| Arbitro: | Di Martino (Teramo) |

|         |           |  |
| Ayé 35’ | Marcatori |  |

| Arbitro: | Santoro (Messina) |

|         |           |                         |
| Ayé 28’ | Marcatori | 54’ (rig.), 59’ Ciofani |

| Arbitro: | Fourneau (Roma) |

|               |           |         |
| Pellizzer 84’ | Marcatori | 25’ Ayé |

| Arbitro: | Ghersini (Genova) |

|                       |           |  |
| Bjarnason 49’ Ayé 79’ | Marcatori |  |

| Arbitro: | Paterna (Teramo) |

|  |           |         |
|  | Marcatori | 33’ Ayé |

| Arbitro: | Robilotta (Sala Consilina) |

|  |           |            |
|  | Marcatori | 90+3’ Ndoj |

| Arbitro: | Meraviglia (Pistoia) |

|                 |           |  |
| van de Looi 46’ | Marcatori |  |

| Arbitro: | Santoro (Messina) |

|            |           |  |
| Bogdan 24’ | Marcatori |  |

| Arbitro: | Serra (Torino) |

|                                      |           |              |
| Ndoj 9’, 39’ Cistana 15’ Łabojko 88’ | Marcatori | 20’ Musiolik |

| Arbitro: | Rapuano (Rimini) |

|                          |           |                    |
| Zamparo 47’ Varone 90+6’ | Marcatori | 30’ Ayé 79’ Matějů |

| Arbitro: | Volpi (Arezzo) |

|              |           |             |
| Jagiełło 17’ | Marcatori | 72’ Dessena |

| Arbitro: | Ayroldi (Molfetta) |

|                                                     |           |                              |
| Joronen 10’ (aut.) Bajrami 17’ Štulac 45’ Matos 83’ | Marcatori | 27’ Bjarnason 72’ Donnarumma |

| Arbitro: | Massimi (Termoli) |

|                                    |           |               |
| Bjarnason 27’ Ayé 63’ Jagiełło 79’ | Marcatori | 65’ Strefezza |

| Arbitro: | Paterna (Teramo) |

|  |           |                                         |
|  | Marcatori | 38’ Bjarnason 41’ (rig.) 50’ Donnarumma |

| Arbitro: | Manganiello (Pinerolo) |

|                                         |           |                                          |
| Ayé 18’, 65’, 82’ Donnarumma 52’ (rig.) | Marcatori | 9’ Marin 68’ (rig.) De Vitis 85’ Sibilli |

| Arbitro: | Pairetto (Nichelino) |

|  |           |                        |
|  | Marcatori | 69’ Ayé 78’ Mangraviti |

#### Play off
| Arbitro: | Pezzuto (Lecce) |

|           |           |  |
| Proia 40’ | Marcatori |  |

### Coppa Italia
| Brescia 30 settembre 2020, ore 20:00 CEST Secondo turno | Brescia            | 3 – 0 (tav.) referto | Trapani | Stadio Mario Rigamonti\| Arbitro: \| Illuzzi[76] (Molfetta) \| |
| Arbitro:                                                | Illuzzi (Molfetta) |                      |         |                                                                |

| Arbitro: | Robilotta (Sala Consilina) |

|                                          |           |  |
| Bisoli 10’ Ayé 26’ (rig.) Mangraviti 71’ | Marcatori |  |

| Empoli 25 novembre 2020, ore 14:30 CET Quarto turno | Empoli             | 3 – 0 (tav.) referto | Brescia | Stadio Carlo Castellani\| Arbitro: \| Ayroldi[77] (Molfetta) \| |
| Arbitro:                                            | Ayroldi (Molfetta) |                      |         |                                                                 |

## Statistiche

### Statistiche di squadra
| Competizione | Punti | In casa | In casa | In casa | In casa | In casa | In casa | In trasferta | In trasferta | In trasferta | In trasferta | In trasferta | In trasferta | Totale | Totale | Totale | Totale | Totale | Totale | DR  |
| Competizione | Punti | G       | V       | N       | P       | Gf      | Gs      | G            | V            | N            | P            | Gf           | Gs           | G      | V      | N      | P      | Gf     | Gs     | DR  |
| ------------ | ----- | ------- | ------- | ------- | ------- | ------- | ------- | ------------ | ------------ | ------------ | ------------ | ------------ | ------------ | ------ | ------ | ------ | ------ | ------ | ------ | --- |
| Serie B      | 56    | 19      | 9       | 5       | 5       | 36      | 27      | 19           | 6            | 6            | 7            | 25           | 26           | 38     | 15     | 11     | 12     | 61     | 53     | +8  |
| Play off     | -     | 0       | 0       | 0       | 0       | 0       | 0       | 1            | 0            | 0            | 1            | 0            | 1            | 1      | 0      | 0      | 1      | 0      | 1      | -1  |
| Coppa Italia | -     | 2       | 2       | 0       | 0       | 6       | 0       | 1            | 0            | 0            | 1            | 0            | 3            | 3      | 2      | 0      | 1      | 6      | 3      | +3  |
| Totale       | -     | 21      | 11      | 5       | 5       | 42      | 27      | 21           | 6            | 6            | 9            | 25           | 30           | 42     | 17     | 11     | 14     | 67     | 57     | +10 |

### Andamento in campionato
| Giornata  | 1 | 2  | 3 | 4 | 5  | 6  | 7  | 8  | 9  | 10 | 11 | 12 | 13 | 14 | 15 | 16 | 17 | 18 | 19 | 20 | 21 | 22 | 23 | 24 | 25 | 26 | 27 | 28 | 29 | 30 | 31 | 32 | 33 | 34 | 35 | 36 | 37 | 38 |
| --------- | - | -- | - | - | -- | -- | -- | -- | -- | -- | -- | -- | -- | -- | -- | -- | -- | -- | -- | -- | -- | -- | -- | -- | -- | -- | -- | -- | -- | -- | -- | -- | -- | -- | -- | -- | -- | -- |
| Luogo     | C | T  | C | T | T  | C  | T  | C  | C  | T  | C  | T  | C  | T  | C  | T  | C  | T  | C  | T  | C  | T  | C  | C  | T  | C  | T  | T  | C  | T  | C  | T  | C  | T  | C  | T  | C  | T  |
| Risultato | N | P  | V | P | N  | N  | V  | N  | P  | P  | V  | N  | V  | N  | P  | V  | P  | P  | P  | P  | N  | N  | V  | P  | N  | V  | V  | V  | V  | P  | V  | N  | N  | P  | V  | V  | V  | V  |
| Posizione | 4 | 14 | 6 | 8 | 11 | 12 | 10 | 10 | 11 | 12 | 11 | 10 | 10 | 10 | 11 | 9  | 11 | 12 | 13 | 13 | 14 | 14 | 12 | 15 | 16 | 14 | 12 | 11 | 10 | 10 | 9  | 9  | 9  | 10 | 10 | 8  | 8  | 7  |

Legenda:

Luogo: C = Casa; T = Trasferta. Risultato: V = Vittoria; N = Pareggio; P = Sconfitta.

### Statistiche dei giocatori
- NB: per i portieri vengono contate le reti subite

| Giocatore         | Serie B  | Serie B | Serie B     | Serie B    | Coppa Italia | Coppa Italia | Coppa Italia | Coppa Italia | Totale   | Totale | Totale      | Totale     |
| Giocatore         | Presenze | Reti    | Ammonizioni | Espulsioni | Presenze     | Reti         | Ammonizioni  | Espulsioni   | Presenze | Reti   | Ammonizioni | Espulsioni |
| ----------------- | -------- | ------- | ----------- | ---------- | ------------ | ------------ | ------------ | ------------ | -------- | ------ | ----------- | ---------- |
| L. Andrenacci     | 1        | -1      | 0           | 0          | 0            | 0            | 0            | 0            | 1        | -1     | 0           | 0          |
| F. Ayé            | 37+1     | 16      | 2           | 0          | 1            | 1            | 0            | 0            | 39       | 17     | 2           | 0          |
| D. Bisoli         | 29       | 2       | 3           | 0          | 1            | 1            | 0            | 0            | 30       | 3      | 3           | 0          |
| B. Bjarnason      | 26+1     | 6       | 6           | 1          | 0            | 0            | 0            | 0            | 27       | 6      | 6           | 1          |
| J. Chancellor     | 21       | 0       | 5           | 0          | 1            | 0            | 0            | 0            | 22       | 0      | 5           | 0          |
| A. Cistana        | 13+1     | 1       | 3           | 0          | 0            | 0            | 0            | 0            | 14       | 1      | 3           | 0          |
| D. Dessena        | 18       | 2       | 4           | 0          | 1            | 0            | 0            | 0            | 19       | 2      | 4           | 0          |
| A. Donnarumma     | 24+1     | 7       | 2           | 0          | 0            | 0            | 0            | 0            | 25       | 7      | 2           | 0          |
| S. Filigheddu     | 0        | 0       | 0           | 0          | 0            | 0            | 0            | 0            | 0        | 0      | 0           | 0          |
| H. A. Friðjónsson | 8        | 0       | 2           | 0          | 0            | 0            | 0            | 0            | 8        | 0      | 2           | 0          |
| A. Ghezzi         | 6        | 0       | 0           | 0          | 1            | 0            | 1            | 0            | 7        | 0      | 1           | 0          |
| F. Jagiełło       | 35+1     | 6       | 4           | 0          | 1            | 0            | 0            | 0            | 37       | 6      | 4           | 0          |
| J. Joronen        | 37+1     | -52+-1  | 3           | 0          | 0            | 0            | 0            | 0            | 38       | -53    | 3           | 0          |
| F. Karačić        | 15+1     | 0       | 3           | 0          | 0            | 0            | 0            | 0            | 16       | 0      | 3           | 0          |
| M. Kotnik         | 0        | 0       | 0           | 0          | 1            | 0            | 0            | 0            | 1        | 0      | 0           | 0          |
| J. Łabojko        | 32+1     | 1       | 2           | 0          | 1            | 0            | 0            | 0            | 34       | 1      | 2           | 0          |
| M. Mangraviti     | 29+1     | 2       | 4           | 0          | 1            | 1            | 0            | 0            | 31       | 3      | 4           | 0          |
| B. Martella       | 34+1     | 0       | 2           | 0          | 0            | 0            | 0            | 0            | 35       | 0      | 2           | 0          |
| A. Matějů         | 26       | 1       | 8           | 1          | 1            | 0            | 1            | 0            | 27       | 1      | 9           | 1          |
| L. Morosini       | 1        | 0       | 0           | 0          | 0            | 0            | 0            | 0            | 1        | 0      | 0           | 0          |
| E. Ndoj           | 14       | 5       | 5           | 0          | 1            | 0            | 1            | 0            | 15       | 5      | 6           | 0          |
| N. Ninković       | 0        | 0       | 0           | 0          | 0            | 0            | 0            | 0            | 0        | 0      | 0           | 0          |
| M. Pajač          | 17+1     | 0       | 1           | 0          | 0            | 0            | 0            | 0            | 18       | 0      | 1           | 0          |
| L. Pandolfi       | 0        | 0       | 0           | 0          | 0            | 0            | 0            | 0            | 0        | 0      | 0           | 0          |
| A. Papetti        | 17       | 1       | 7           | 2          | 0            | 0            | 0            | 0            | 17       | 1      | 7           | 2          |
| A. Ragusa         | 30+1     | 2       | 2           | 0          | 0            | 0            | 0            | 0            | 31       | 2      | 2           | 0          |
| S. Sabelli        | 13       | 0       | 5           | 0          | 1            | 0            | 0            | 0            | 14       | 0      | 5           | 0          |
| A. Semprini       | 0        | 0       | 0           | 0          | 0            | 0            | 0            | 0            | 0        | 0      | 0           | 0          |
| S. Skrabb         | 10       | 0       | 0           | 0          | 1            | 0            | 0            | 0            | 11       | 0      | 0           | 0          |
| N. Špalek         | 25+1     | 2       | 5           | 0          | 1            | 0            | 0            | 0            | 27       | 2      | 5           | 0          |
| E. Torregrossa    | 12       | 5       | 4           | 0          | 0            | 0            | 0            | 0            | 12       | 5      | 4           | 0          |
| T. van de Looi    | 34+1     | 2       | 9           | 1          | 0            | 0            | 0            | 0            | 35       | 2      | 9           | 1          |
| N. Verzeni        | 4        | 0       | 0           | 0          | 1            | 0            | 0            | 0            | 5        | 0      | 0           | 0          |
| M. Viviani        | 1        | 0       | 0           | 0          | 0            | 0            | 0            | 0            | 1        | 0      | 0           | 0          |
| J. Zmrhal         | 6        | 0       | 0           | 0          | 0            | 0            | 0            | 0            | 6        | 0      | 0           | 0          |